# Sobetinci
Sobetinci (prekmursko Subetinci) so naselje v Občini Markovci.